# Libro d'oro della nobiltà italiana (periodico)

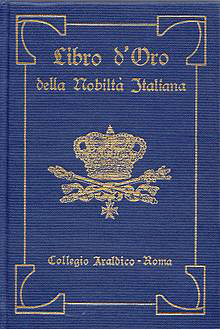
copertina della pubblicazione "Libro d'oro della nobiltà italiana", edizione 1949

Il Libro d'oro della nobiltà italiana è una pubblicazione privata e non ufficiale contenente dati anagrafici e biografici di alcune famiglie nobili e notabili italiane, edito con periodicità irregolare sotto l'egida del Collegio araldico - Istituto araldico romano, fino al 2010 dalla casa editrice individuale Roberto Colonnello Editore, di proprietà dell'allora segretario generale ereditario dell'associazione, Roberto Colonnello Bertini Frassoni. Dal 2014 c'è una disputa sulla titolarità del marchio tra la Libro d'Oro Srl e la Ettore Gallelli Editore. 
]
Si tratta di una delle diverse pubblicazioni presenti sul mercato librario sull'argomento e non va confuso con l'omonimo registro ufficiale, compilato dalla consulta araldica del Regno d'Italia.

## Storia
Dopo la fine della prima serie dell'Annuario della Nobiltà Italiana  terminata nel 1905, apparve a Roma nel 1910 la prima edizione del Libro d'Oro della Nobiltà a cura del Collegio araldico, per impulso del segretario dello stesso sodalizio Carlo Augusto Bertini, poi Bertini Frassoni, già collaboratore della prima serie dell'Annuario della Nobiltà italiana, con successive edizioni ogni due o tre anni fino agli anni trenta, quando la Presidenza del consiglio dei ministri emise un decreto di inibizione all'uso del nome "Libro d'oro", in quanto era lo stesso di quello di un registro ufficiale dello Stato e ciò rischiava di ingenerare confusione nei lettori. Lo scopo era quello di evitare l'equivoco di far ritenere le famiglie e i titoli indicati nella pubblicazione privata come riconosciuti dallo Stato.
Il cambio del nome comportò la fine della prima serie, terminata nel 1932, con la VIII edizione.
Le edizioni del 1933-36 (stampata nel 1935) e del 1937-39 (stampata nel 1939) vennero infatti intitolate "Libro della nobiltà italiana" levando la parola "d'oro" dal titolo e costituiscono la seconda serie della pubblicazione.

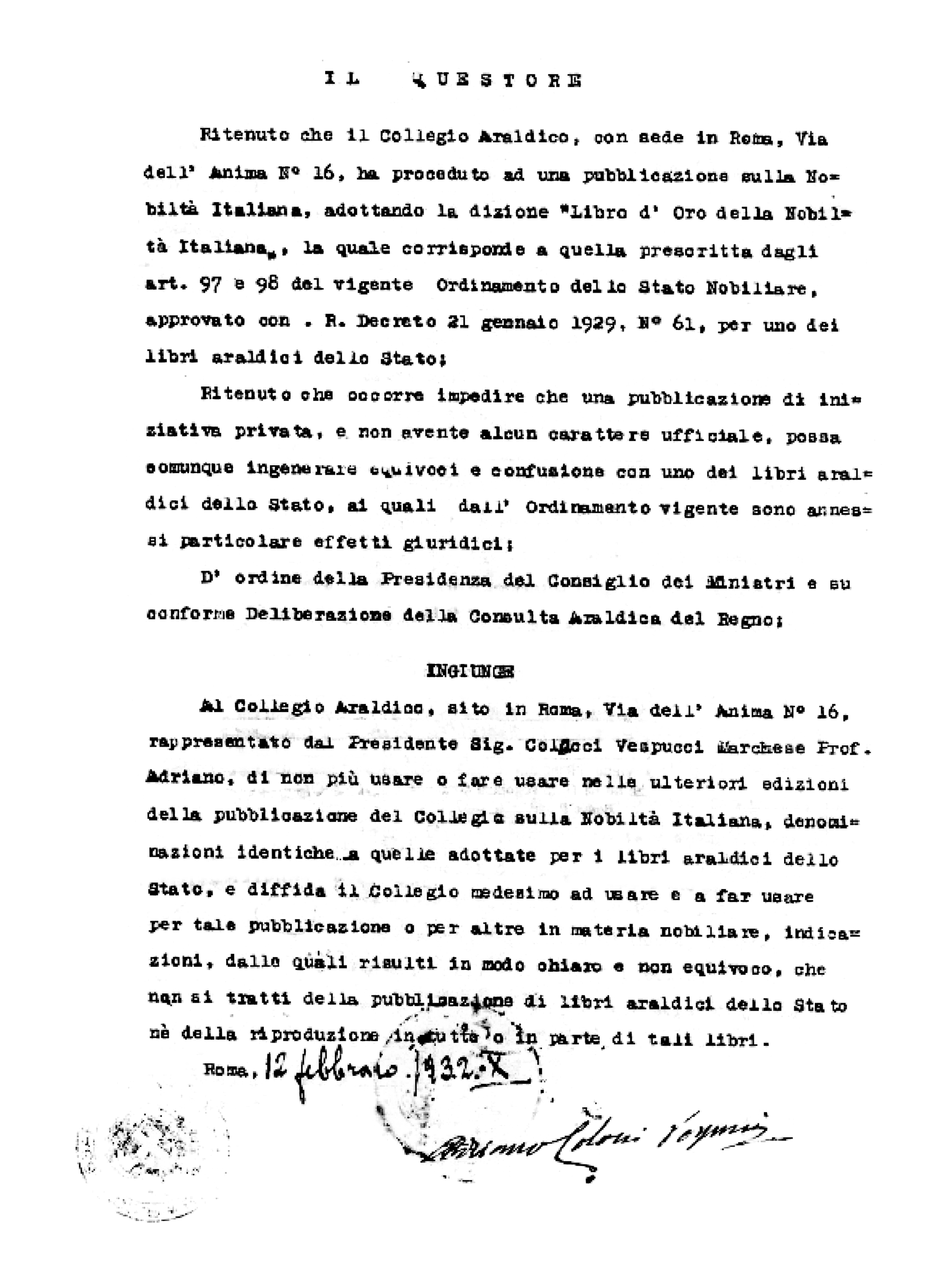
decreto di inibizione del titolo del periodico "Libro d'oro della nobiltà italiana", emesso il 12 febbraio 1932 dal Questore di Roma, perché spettante esclusivamente ad un registro ufficiale dello Stato

Dopo la sospensione delle pubblicazioni per le vicende belliche, tra il 1939 e il 1949, l'opera riprese tuttavia ad essere pubblicata con lo stesso nome del documento ufficiale, sempre con periodicità irregolare, dando origine alla terza serie con la X edizione. Il motivo è che la potenziale confusione tra la pubblicazione privata con l'omonimo registro ufficiale è venuta meno a seguito del mancato riconoscimento del valore giuridico dei titoli nobiliari con l'entrata in vigore della Costituazione italiana. Il "Libro d'Oro" dal 1946 ha cessato di esistere come registro ufficiale, non è stato più aggiornato e mantiene solo un'importanza in termini di documentazione storica.
Nel 1957 morì il fondatore Carlo Augusto Bertini Frassoni ed a lui succedette nella direzione del Libro d'Oro e della Rivista Araldica, e nella carica di segretario del Collegio Araldico il figlio Raoul Bertini Frassoni che lo diresse fino al 1974 anno in cui morì. A lui succedette il nipote ex sorore e figlio adottivo Roberto Colonnello Bertini Frassoni che curò la XVI
edizione (1973-1976).
Nel 2005 Roberto Colonnello Bertini Frassoni "in proprio e quale titolare dell'omonima ditta individuale" che nella sua qualità di "Segretario Generale del Collegio Araldico (...)" conveniva in giudizio dinanzi al Tribunale di Milano, sezioni specializzate in materia di impresa, Andrea Borella, in proprio e quale titolare di impresa lamentando che il convenuto, quale curatore ed editore della “nuova serie” dell'Annuario della Nobiltà Italiana, avesse per tale attività illecitamente estratto e reimpiegato parte sostanziale del contenuto del Libro d'Oro della Nobiltà Italiana, nonché copiato pedissequamente numerose parti del Libro d'Oro, così violando il diritto sui generis spettante all'attore quale costitutore di banca dati e, insieme, il diritto d'autore sulla relativa pubblicazione, in quanto opera letteraria: il Segretario Generale del Collegio Araldico Roberto Colonnello chiese al tribunale l'accertamento di tali presunti illeciti e l'adozione dei provvedimenti inibitori e sanzionatori del caso, compresa la distruzione delle copie stampate ed il ritiro dal commercio degli Annuari. Radicatosi quindi il contraddittorio, con sentenza di primo grado n. 12659 resa in data 23.6- 28.10.2008 il Tribunale di Milano rigettò le domande del Segretario Generale del Collegio Araldico Roberto Colonnello. Con atto di citazione in appello notificato in data 5.1.2009, il Segretario Generale del Collegio Araldico impugnò la sentenza di primo grado chiedendone la riforma. La sentenza di appello, che confermò la decisione di primo grado e condannò alle spese di lite il Colonnello/Segretario del Collegio Araldico venne notificata e, in mancanza di ricorso per la sua cassazione, passò in giudicato nel 2012 . 
Seguirono una serie di eventi che portarono, nel giro di meno di due anni, alla chiusura del Collegio Araldico e al disimpegno dello stesso Colonnello Bertini Frassoni circa la prosecuzione della direzione del Libro d'Oro della Nobiltà.
Nel corso della causa emersero una serie di fatti e vennero prodotte prove che dimostrarono come "il nome Libro d'Oro compete in realtà allo Stato italiano, in quanto questo era il titolo del registro originale della nobiltà dell'antico Regno e che è conservato negli archivi di stato ufficiali: negli anni '30 il governo italiano ordinò che l'editore smettesse di usare il nome, ma all'epoca si presumeva che il nome fosse stato approvato separatamente e in precedenza da un cardinale, a nome della Santa Sede. Ora sembra che in realtà non fosse così, e si sostiene che il cardinale non sia mai esistito e la pretesa di questo riconoscimento è stata falsificata".
Infatti, al principio del 2014, Roberto Colonnello Bertini Frassoni, segretario del Collegio Araldico, annunciò lo scioglimento di questo sodalizio e, conseguentemente, la sospensione della pubblicazione del Libro d'Oro, apparso sotto la sua direzione l'ultima volta quattro anni prima, nel 2010, con la XXIV edizione della terza serie.

## Caratteristiche della prima serie del periodico (1910-1932) (I - X edizione)
Nella prima serie dell'opera vennero pubblicate circa 3000 famiglie diverse che rappresentano solo una parte minore delle famiglie iscritte negli Elenchi Ufficiali Nobiliari italiani. Nella seconda parte dell'opera trovavano pubblicazione pochi titolati pontifici (post 1870), alcuni titolati della Repubblica di S. Marino non riconosciuti dal Regno d'Italia e famiglie di origine eterogenea.

## Caratteristiche della seconda serie del periodico (1933-1939) (XI - XII edizione)
Nella seconda serie dell'opera, il cui titolo cambiò in "Libro della Nobiltà italiana", vennero pubblicate sostanzialmente le stesse famiglie della prima serie.

## Caratteristiche della terza serie del periodico (1940-2010) (XIII - XXIV edizione)
Nella terza serie dell'opera, il cui titolo cambiò nuovamente in "Libro d'Oro della Nobiltà italiana", vennero pubblicate sostanzialmente le stesse famiglie della prima e seconda serie.  Sino alla direzione di Raul Bertini Frassoni, morto nel 1974, si tennero separate le famiglie iscritte negli Elenchi Ufficiali Nobiliari italiani e quelle la cui nobiltà derivava da altre fonti. Nella seconda parte trovavano ospitalità anche alcune famiglie notabili, ossia non nobili ma in possesso di stemma di cittadinanza, ed altre famiglie ancora.
Nella prima serie dell'opera vi erano comprese quasi 1.900 famiglie trattate per esteso, mentre sul sito del Collegio araldico, editore apparente dell'opera, veniva dichiarata la presenza di circa 2500 famiglie nobili, per ciascuna delle quali avrebbe dovuto essere presente un breve cenno storico, lo stato di famiglia aggiornato e lo stemma in bianco e nero. 
Nonostante quanto riportato queste sono solo una parte delle famiglie iscritte negli elenchi ufficiali del Regno d'Italia, ossia quelle che hanno inviato al Collegio araldico il proprio stato personale aggiornato aderendo alla proposta di acquisto dell'opera; ad esse si aggiungono famiglie riconosciute dall'associazione del Corpo della nobiltà italiana, o dal Sovrano militare ordine di Malta, o dalla Repubblica di San Marino.
Come si leggeva nelle cedole di sottoscrizione ed adesione all'opera, l'inserimento di una famiglia era subordinato all'invio dei dati da parte della famiglia stessa e alla sottoscrizione con pagamento anticipato di almeno una copia. 
Dato che inoltre l'inserimento e l'aggiornamento periodico dei dati avviene da parte delle famiglie stesse, l'elenco effettivo non rispetta i criteri enunciati nella prefazione dell'opera e presenta omissioni ed imprecisioni.
Secondo le indicazioni presenti nell'opera, le famiglie appartenenti a questi ultimi tre gruppi avrebbero dovuto essere segnalate da un pallino, non sempre però effettivamente presente; in modo analogo agli elenchi ufficiali del 1921 e 1933 dovrebbero essere segnalate con degli asterischi solo le famiglie iscritte nel Libro d'oro ufficiale, mentre talvolta lo sono anche rami e famiglie che non ottennero questo riconoscimento. 
Alle precedenti tipologie di famiglie se ne aggiungono altre non contemplate negli elenchi ufficiali del Regno d'Italia e non riconosciute dal Corpo della nobiltà italiana, o dal Sovrano militare ordine di Malta, o dalla Repubblica di San Marino, inserite a discrezione della redazione. 
Vennero attribuiti a varie famiglie titoli nobiliari che non compaiono negli elenchi ufficiali nobiliari italiani, rendendole così non aderenti ai criteri compilativi declinati nell'introduzione delle opere stesse. Compaiono inoltre famiglie estranee ai criteri compilativi enunciati al principio dei volumi

## Le due quarta serie dell'opera (2014/2016 -)
Dopo una pausa di quattro anni, nel settembre 2014, una società all'uopo costituita in Torino, con diversa sede e componenti, chiamata Libro d'Oro s.r.l. si prefiggeva come programma di riprendere le pubblicazioni con l'avvio di una nuova serie del libro.
La serie era però già stata ripresa dalla Ettore Gallelli Editore sin dal 2014 con la pubblicazione nel marzo del 2014 di una nuova edizione del Libro d'Oro, la XXV dalla fondazione avvenuta nel 1910 e la creazione di un nuovo Collegio Araldico con sede a Roma.
Ambedue le edizioni di entrambi gli editori rivali seguono la numerazione dell'edizione della prima serie, continuandola. Il contenuto dei volumi è però difforme. 
L'ultima edizione dell'opera è stata la XXV, pubblicata nel 2016 per la Libro d'Oro srl e nel 2014 per la Ettore Gallelli Editore. 
Nel 2017 venne pubblicata la prima edizione speciale (monovolume a colori), edito in occasione della commemorazione della morte del primo presidente del Collegio Araldico Romano (conte Capogrossi Guarna 1907-2017) a cura della sola Ettore Gallelli Editore. L'edizione XXVI è stata pubblicata nel 2020 dalla Ettore Gallelli Editore,  mentre ad oggi (gennaio 2022) non è nota la data di uscita della stessa edizione a cura della Libro d'Oro srl.

## Caratteristiche delle due edizioni della quarta serie dell'opera
Il Libro d'Oro della Nobiltà italiana edito dalla Ettore Gallelli (2014-): 
Nei primi mesi del 2014 su insistenza di alcuni membri dell'estinto Collegio Araldico di via Santa Maria dell'Anima n. 16, dei molti sottoscrittori, e dei tanti cultori della materia, il marchio Ettore Gallelli-editore rilevava e regolarizzava, ai sensi di legge, la testa LIBRO D'ORO DELLA NOBILTÀ ITALIANA-NUOVA SERIE CORRENTE, con depositi e varianti nelle opportune sedi legali competenti, registrandola infatti presso l'ufficio pubblico generale delle opere protette dalla legge sul diritto d’autore, acquisendo quindi tutti i diritti editoriali, grafici e tipografici in esclusiva, e avviando la presente nuova serie corrente, registrata in marzo 2014, e immessa sul mercato a fine luglio 2014 con l'edizione XXV (2015-2019). 
Secondo quanto affermato sul sito della casa editrice la Gallelli-EDITORE " è quindi il solo autorizzato dal Ministero per i Beni e Attività Culturali, relativamente all'uso del nome Libro d'Oro della Nobiltà Italiana-nuova serie corrente, da lui registrato e pubblicato in luglio 2014". Le famiglie inserite sin dalla prima edizione a cura della Gallelli Editore sono aumentate recuperando molte famiglie già presenti negli Elenchi Ufficiali nobiliari del Regno e prima tralasciate. 
Il Libro d'Oro della Nobiltà italiana edito dalla Libro d'Oro srl (2016-):
Nell'edizione 2015-2019, apparsa a giugno 2016, a cavallo di una azione di urgenza di sequestro promossa dall'Avvocatura dello Stato sono pubblicate 1997 famiglie nobili, per ciascuna delle quali è presente un breve cenno storico, lo stato di famiglia — non sempre aggiornato puntualmente — e lo stemma in bianco e nero con relativa blasonatura; per altre 3859 famiglie vi è un richiamo alle precedente serie dell'opera, che ha quindi elencato, almeno citandole, complessivamente circa 5800 famiglie nobili italiane: per la stragrande maggioranza delle famiglie non trattate estesamente la citazione, o il rimando, consiste nell'inserimento del solo cognome e dei titoli principali, senza altri dati. 
Poiché le famiglie iscritte negli Elenchi Ufficiali del Regno d'Italia erano circa 13 267 significa quindi che non vennero mai neppure citate oltre la metà dei casati che pure avrebbero diritto a figurarvi e che sono invece elencati negli Elenchi Ufficiali del Regno. 
Le famiglie inserite nella prima serie e nella seconda serie curata dalla Libro d'Oro srl, sono, quindi, meno della metà delle famiglie iscritte negli elenchi ufficiali del Regno d'Italia, ossia quelle che hanno inviato al Collegio araldico il proprio stato personale aggiornato aderendo, per la prima serie, alla proposta di acquisto dell'opera e, per la seconda, pagando i contributi editoriali previsti; ad esse si aggiungono alcune famiglie riconosciute dall'associazione del Corpo della nobiltà italiana, alcune famiglie riconosciute nobili dal Sovrano militare ordine di Malta ed altre ancora dalla Repubblica di San Marino assenti dagli Elenchi Ufficiali e che quindi sono da sottrarre al complessivo numero di 5800 famiglie totali citate nelle edizioni. Sostanzialmente le famiglie inserite sin dalla prima edizione a cura della Libro d'Oro srl sono rimaste le stesse già presenti nelle edizioni curate dal Collegio Araldico e, quindi, sono ancora assenti famiglie già presenti negli Elenchi Ufficiali nobiliari del Regno. Il motivo è che, trattandosi di una pubblicazione privata, in essa vengono pubblicati solo i nomi delle famiglie che ne facciano espressa richiesta.

## Critiche
Attualmente, mentre la Ettore Gallelli Editore, che aveva sin da subito garantito la assoluta gratuità degli inserimenti sin dall'avvio della seconda serie, ha continuato sulla strada della assoluta gratuità per l'inserimento nel Libro d'Oro della Nobiltà da essa curato, la Libro d'Oro srl ha introdotto tutta una serie di costi per chi volesse far pubblicare corpose notizie nell'opera a partire dall'edizione successiva a quella pubblicata nel 2016
A partire dalla XXV edizione, 2015-2019 la versione del Libro d'Oro curata dalla Libro d'Oro srl presenta numerose inserzioni pubblicitarie a pagamento di inserzionisti disparati assenti invece nella XXV edizione curata dalla Ettore Gallelli Editore. 
L'inserimento di inserzioni pubblicitarie è operazione sconosciuta ai repertori genealogici nobiliari moderni.

## Controversie tra gli editori rivali
Il diritto a continuare le pubblicazioni è stato oggetto di controversia ad opera di un concorrente e da parte dell'Avvocatura dello Stato sin dal 2015.

## Controversie con lo Stato italiano per la tutela del titolo "Libro d'Oro della Nobiltà italiana"
Il 20 settembre 2018, su iniziativa della direzione generale degli Archivi di Stato, dipendente dal Ministero per i beni e le attività culturali e per il turismo, lo UAMI, Ufficio per l'Armonizzazione del Mercato, ora Ufficio dell'Unione europea per la proprietà intellettuale (EUIPO) con sede ad Alicante (Spagna), annullava la registrazione di un marchio denominato Libro d'oro della nobiltà italiana, registrato da associazione privata. Tale marchio fu registrato nel 2014 da Marco Lupis Macedonio Palermo di Santa Margherita, segretario generale dell'A.S.N.I. (Associazione Storica della Nobiltà Italiana), poi anche membro del consiglio di Presidenza del Collegio Araldico collegato alla Libro d'Oro srl, per il tramite di Filippo Bruno (conosciuto anche come Filippo Bruno di Tornaforte, Filippo Bruno De Brecco), nella sua passata veste di membro del consiglio dell'A.S.N.I. e socio effettivamente registrante il marchio Libro d'Oro della Nobiltà Italiana nel Registro Europeo Marchi e Brevetti. Tale marchio venne ceduto, nel 2015, alla Libro d'Oro srl per il tramite dell'amministratore delegato della stessa Fabrizio Antonielli d'Oulx con apposito atto notarile